# 좋아하게 되어버렸어
〈좋아하게 되어버렸어〉(好きになっちゃった 스키니나챠따[*])는 SKE48의 31번째 싱글이다.